# Sonata per a piano núm. 2 (Xostakóvitx)
La Sonata per a piano núm. 2 en si menor, op. 61 de Dmitri Xostakóvitx, l'última de les seves sonates per a piano, es va compondre a principis de 1943. Va ser la seva primera composició per a piano des dels 24 Preludis, op. 34 del 1933 i el seu segon intent de composició d'una sonata per a piano en tonalitat de si bemoll menor. John Jonas Gruen va dir que no hi havia "res fosc ni tècnicament impenetrable" en aquesta sonata, sinó que "alguna cosa inquietant, quelcom dèbilment obsessiu, emergeix de la seva estructura enganyosament senzilla".

## Antecedents
A la tardor de 1942, Xostakóvitx i la seva família vivien a la ciutat de Kuibixev, on havien estat evacuats pel govern soviètic per escapar del setge nazi de Leningrad. Aquell octubre, el compositor es va assabentar de la mort del seu antic professor de piano Leonid Nikolàiev, que havia mort a Taixkent a principis d'aquest mes per la febre tifoide. "El vaig estimar molt i em fa pena pensar que no el tornaré a veure mai més", va escriure Xostakóvitx al seu amic Isaak Glikman. "He pensat molt en la seva vida i l'enyoraré molt".
El gener de 1943, Xostakóvitx va començar a treballar en la seva segona sonata per a piano, la composició de la qual era concurrent amb el seu entusiasme decreixent per treballar en l'òpera Els jugadors, així com el seu propi atac de febre tifoide. Inicialment, Xostakóvitx havia previst una sonata de quatre moviments en do sostingut menor. Hi ha tres pàgines d'esborranys amb l'etiqueta "Sonata per a piano núm. 2, op. 63" que detallen aquest concepte finalment abandonat; cap d’aquest material es va utilitzar a la versió final de la sonata. Xostakóvitx va continuar mantenint en una carta a Vissarion Xebalín datada el 22 de febrer que la sonata seria distribuïda en quatre moviments. Poc després, Xostakóvitx va tocar el primer moviment de l'esborrany final per a Lev Oborin, que va aprovar la música, però va suggerir algunes correccions que Xostakóvitx va acceptar. En una carta a Ivan Sol·lertinski, del març de 1943, el compositor afirmava que la sonata en potència era un símptoma de la seva "grafomania" en curs i que la partitura havia estat "gairebé tota" escrita. Unes setmanes més tard, el 21 d'abril de 1943, Xostakóvitx va escriure a Glikman que acabava de completar la Sonata per a piano núm. 2, que va dedicar a la memòria de Nikolàiev; havia completat l'esborrany final de la sonata el 17 de març mentre recuperava la seva salut en un sanatori a Arkhànguelski. Xostakóvitx va estrenar la sonata a Moscou el 6 de juny de 1943, al mateix programa que l'estrena dels seus Sis romanços sobre versos de poetes britànics. Efrem Flaks, que va ser el company de recital de Xostakóvitx per a la interpretació del cicle de cançons, va recordar que el compositor tenia una cura inusual en preparar la seva interpretació de la sonata; el concert va ser la primera vegada que va tocar el piano en públic a Moscou des del setembre de 1942.

## Música
La Sonata per a piano núm. 2 consta de tres moviments:
1. Allegretto
2. Largo
3. Moderato

Una representació típica dura aproximadament 25 minuts.
L'estat d'ànim inquiet del primer moviment està establert per les setzenes notes que comencen la sonata, que condueixen a una línia melòdica que és una cita textual en retrògrad del motiu inicial de la Simfonia núm. 1 de Xostakóvitx. Segueix l'aparició d'un tema similar a la marxa en mi bemoll, acompanyat de tríades en la mateixa tonalitat, abans d'entrar en un tema de tancament cromàtic. Un clímax en fortissimo clímax limitat per la combinació dels dos temes principals del moviment, que xoquen entre si bitonalment en si i en mi bemoll. A continuació es troba el segon moviment "Largo", que barreja formes ternàries i de rondó. S'ha comparat amb un vals, així com comentaris dibuixats per la seva predicció de les textures i estats d'ànim de la música tardana de Xostakóvitx. El final comença amb la declaració d'un tema de trenta compassos que després es desenvolupa amb nou variacions; apareixen al·lusions a les composicions de Nikolàiev, així com al que després seria el monograma musical de Xostakóvitx. La variant final tanca la sonata amb un record de la seva obertura.

## Recepció
Escrivint gairebé quaranta anys després de la composició de la Sonata per a piano núm. 2, Lev Danilevitx la va elogiar com un desenvolupament significatiu en l'escriptura per a piano de Xostakóvitx, prenent especialment nota de la seva austeritat de textura “antivirtuosa”. No obstant això, en els mesos immediatament posteriors a l'estrena de la sonata, les reaccions crítiques a la mateixa van ser lentes a aparèixer a la impremta; un cop ho van fer, es van silenciar sobretot. Glikman va escoltar a Pavel Serebriakov tocar la Sonata per a piano núm. 2 a la tardor de 1943 a Moscou. Després, va recordar que la música li havia causat una "gran impressió". De la mateixa manera, Sol·lertinski va escriure en privat en una carta datada l'1 de novembre de 1943 que la sonata era "probablement una de les millors obres de [Xostakóvitx] (molt superior a la resta de la seva música per a piano)". No obstant això, en una carta a un amic datada el 14 de juny de 1944, Heinrich Neuhaus va expressar sentiments mixtos:
"El màxim domini, novetat, intel·lecte, buit per a l'ànima i sever, intel·ligent i antic, la pena antiga consumeix i oprimeix. Però, com tot el que escriu [Xostakóvitx], és únic en el seu tipus i incomparable ".
La Sonata per a piano núm. 2 es va estrenar als Estats Units i al Regne Unit el setembre de 1943; Vera Brodskaia va interpretar l'estrena als Estats Units. Una revisió d'Henry Simond sobre aquella interpretació va dir que la música era "intransigent, seriosa, cristal·lina, sense ornamentació, melòdicament i harmònicament, molt típica de Xostakóvitx, que no està inclinat a fer bromes musicals durant la guerra". Un mes després, el New York Times va publicar una ressenya que opinava que la música no era satisfactòria i que "no reflectia cap faceta nova de la personalitat de Xostakóvitx". Una altra revisió del World Telegram va semblar una valoració molt més encoratjadora de la sonata, dient que "simplement et sorprèn".

El 1947, el musicòleg finlandès Erik Tawaststjerna va sentir Xostakóvitx tocar la sonata al Festival de Primavera de Praga d’aquell any:
"Quan Xostakóvitx va començar a interpretar les figuracions en el primer moviment, vaig recordar les descripcions del murmuri no legato de Mozart. El terç descendent del tema principal [del primer moviment] va ser interpretat per ell amb una malenconia moderada, el majestuós tema de l’octava tenyit del color de l’acer. L'obra de Xostakóvitx té les seves arrels en un concepte simfònic. .. Fins ara, sempre he percebut el moviment "Andante" com gairebé impressionista. Em va sorprendre la nitidesa de les línies temàtiques de la interpretació de Xostakóvitx. La línia melòdica [del segon moviment] evoluciona en un rubato infinitament subtil. A l'episodi central, la seva imaginació orquestral queda meravellada, com si se sentís tocar una flauta solista, acompanyada de cordes inferiors. . . I, en última instància, apareix el tema del final: una sola veu, sense suportar l'acord. Fins i tot ara puc escoltar com Xostakóvitx [la va tocar], com si mesurés els diferents nivells d’intensitat d’interval."
També van assistir a aquesta actuació Emil Gilels i David Oistrakh; tot i que el segon va assenyalar que l'actuació es va considerar un èxit, el primer li va confiar que no pensava molt en la música. No obstant això, Gilels va declarar a la premsa que la sonata es trobava entre les noves "excel·lents obres de piano" del repertori soviètic, però també va afegir que "no el satisfeia" i que la sonata "testimonia més a la meravellosa tècnica de Xostakóvitx que a la profunditat del pensament que era característica de les seves [recents] simfonies". Malgrat les seves reserves, Gilels va gravar la sonata per a RCA Victor el 1965 i va ser considerat un important exponent d’aquesta. Dels pianistes soviètics de l'època, només Maria Iúdina va expressar obertament la seva admiració sense reserves per la sonata, que va incorporar immediatament al seu repertori. Durant la Jdànovxtxina, la Sonata per a piano núm. 2 es trobava entre les obres de Xostakóvitx que van ser censurades per la Unió de Compositors Soviètics.
Els mateixos sentiments de Xostakóvitx sobre la sonata van fluctuar amb els anys. Va ser una de les poques obres per a piano de la seva maduresa artística que no va enregistrar ell mateix. El maig de 1943, poc després que Xostakóvitx completés la sonata, es va reunir amb Marietta Šaginjan, a qui va rebutjar el seu nou treball com a "bagatella, quelcom improvisat" i que estava "atret" per voler escriure una vuitena simfonia. La mateixa opinió de Šaginjan era que la sonata era "una mica seca" i "sotmesa". Posteriorment, Xostakóvitx li va regalar dues pàgines de la sonata autografiades. Però a la primavera de 1973, va dir a Inger Wikström durant una reunió a Copenhaguen que considerava la Sonata per a piano núm. 2 com la més important de les seves obres per a piano.